# Parafianowo (Białoruś)
Parafianowo (biał. Параф'янава, Parafjanawa; ros. Парафьяново, Parafjanowo) – agromiasteczko na Białorusi, w obwodzie witebskim, w rejonie dokszyckim, siedziba administracyjna sielsowietu.
Znajduje tu się stacja kolejowa Parafianowo, położona na linii Połock –Mołodeczno.

## Historia
W 1630 roku zbudowano tu kościół katolicki ufundowany przez archidiakona wileńskiego Melchiora Gilaszkiewicza. W 1744 roku parafia w Parafianowie leżała w dekanacie połockim diecezji wileńskiej. W końcu XVIII wieku miejscowość miała status prywatnego miasta duchowego i należała do powiatu oszmiańskiego w województwie wileńskim. 
W dwudziestoleciu międzywojennym miasteczko, kolonia oraz stacja kolejowa leżały w gminie Parafianów w powiecie duniłowickim, od 1925 dziśnieńskim w województwie wileńskim. Parafianów był siedzibą gminy. 
Według Powszechnego Spisu Ludności z 1921 roku zamieszkiwały tu 453 osoby, 282 było wyznania rzymskokatolickiego, 86 prawosławnego, 1 ewangelickiego, a 84 mojżeszowego. Jednocześnie 237 mieszkańców zadeklarowało polską przynależność narodową, 59 białoruską, 60 żydowską a 7 inną. Były tu 53 budynki mieszkalne.  
Wykaz miejscowości wymienia oprócz miasteczka, kolonię  i stację kolejową. W 1931 miasteczko w 76 domach zamieszkiwało 547 osób, kolonię w 2 domach 16 osób, a stację kolejową w 9 domach 137 osób. 
Wierni należeli do miejscowej parafii rzymskokatolickiej i prawosławnej w m. Sitce Wielkie. Miejscowość podlegała pod Sąd Grodzki w Dokszycach i Okręgowy w Wilnie; Mieścił się tu urząd pocztowy który obsługiwał większość terenu gminy. 
W dniu 23 września 1939 r. żołnierze sowieccy rozstrzelali księdza Bolesława Kornia, którego wierni pochowali koło kościoła. 
Podczas okupacji hitlerowskiej, w październiku 1941 roku Niemcy utworzyli getto dla żydowskich mieszkańców. Przebywało w nim około 600 osób. 31 maja 1942 roku Niemcy zlikwidowali getto, a Żydów zamordowali poza miastem.  

## Parafia rzymskokatolicka
Parafia Najświętszego Imienia Maryi w Parafianowie wchodzi w skład dekanatu dokszyckiego w diecezji witebskiej. 
Kościół katolicki został wybudowany w latach 1908–1913 (lub 1903–1904) z inicjatywy księdza Bolesława Kornia.  

## Znane osoby

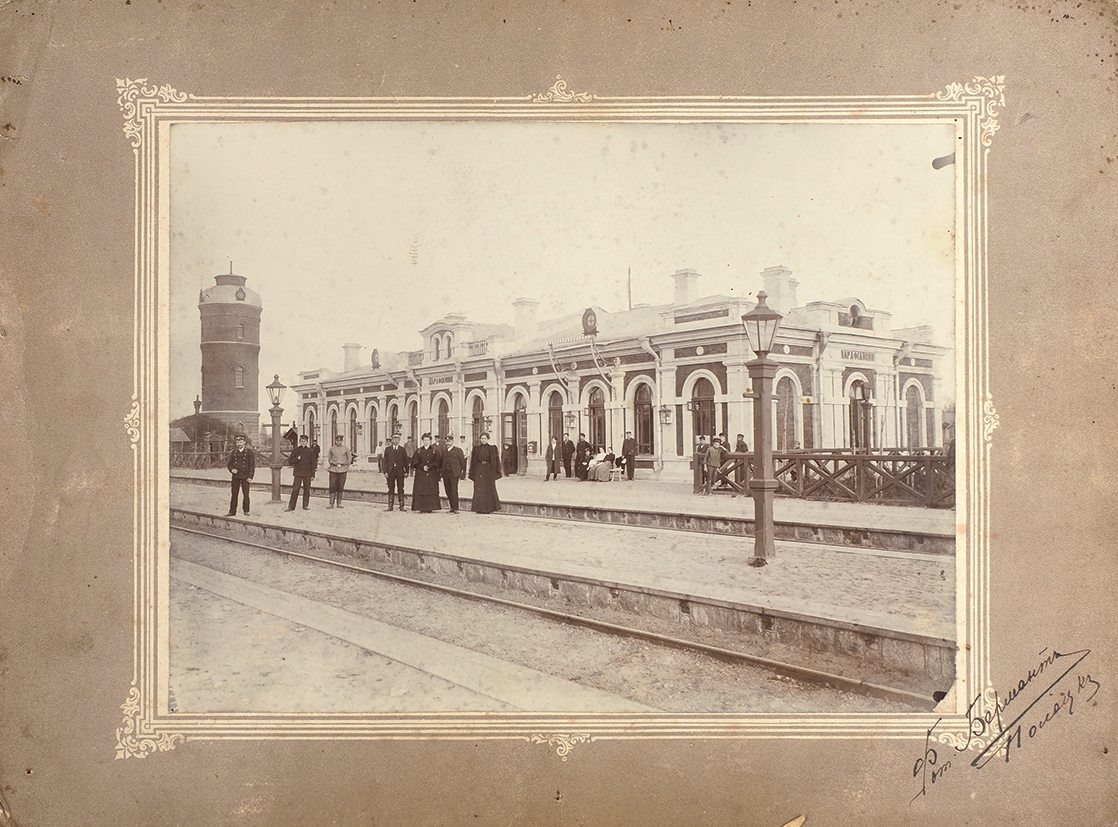
Dworzec kolejowy w Parafianowie na pocz. XX w.

Urodził się tutaj Vernon Duke.